# John Davani
John Davani – papuaski trener piłkarski.

## Kariera trenerska
W 2002 prowadził narodową reprezentację Papui-Nowej Gwinei. Od 2010 do 2011 trenował drużynę U-17.